# Beka Sheklashvili

a Compétitions nationales et continentales officielles uniquement.

b Matchs officiels uniquement.
Dernière mise à jour le 26 août 2023.
Beka Sheklashvili (en géorgien : ბექა შეყლაშვილი et phonétiquement en français : Béka Chékhlachvili), né le 6 juillet 1986 à Tbilissi (URSS), est un joueur international géorgien de rugby à XV évoluant au poste de pilier.

## Biographie
En 2017, il rejoint le club de Colomiers.

## Carrière de joueur

### En club
- 2009-2010 : US Montauban (Top 14)
- 2010-2012 : SU Agen (Top 14)
- 2012-2014 : AS Béziers (Pro D2)
- 2014-2017 : SC Albi (Pro D2)
- 2017-2023 : Colomiers rugby (Pro D2)
- 2023-2024 : Toac Toec FCT Rugby (Fédéral 1)

### En équipe nationale
Il fait son premier match international avec l'équipe de Géorgie le 11 juin 2010 contre l'équipe d'Écosse A.

## Statistiques en équipe nationale
- 4 sélections
- sélections par année : 3 en 2010, 1 en 2011